# Håkan Alfredson
Håkan Alfredson, född 1955, är en svensk idrottsläkare och ortoped.
Alfredson tog läkarexamen 1984 och läkarlegitimation 1986. Han var lagläkare i Färjestads BK 1985-1993. Han doktorerade i idrottsmedicin 1997 vid Umeå universitet på en avhandling om bentäthet hos idrottande kvinnor. 2002 blev han professor i idrottsmedicin vid Umeå universitet. 